# Johann Nepomuk Mederer

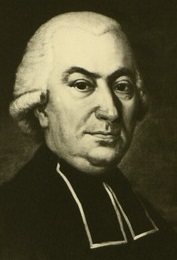
Johann Nepomuk Mederer, nach einem Gemälde von Gottfried Valentin Mansinger

Johann Nepomuk Mederer (auch Johann Nep. Mederer; * 2. Juni 1734 in Stöckelsberg; † 13. Mai 1808 in Ingolstadt) war ein deutscher Jesuit, Historiker und Hochschullehrer.

## Leben
Mederer war Sohn eines Landwirts und stammte aus einfachen Verhältnissen. Er besuchte bis zu seinem elften Lebensjahr die Dorfschule von Gnadenberg. Der örtliche Kaplan Johann Baptist Gerner war sich der Fähigkeiten des Jungen sicher und erteilte ihm, nach Überredung der Eltern, Unterricht in Latein. 1745 war er so weit ausgebildet, dass er am Amberger Gymnasium Aufnahme fand. Dort blieb er sieben Jahre. Er entschied sich in den Jesuitenorden einzutreten und wurde am 14. September 1753 am Jesuitenkolleg in Landsberg am Lech ins Noviziat aufgenommen. Nach den Probejahren im Orden wurde er 1755 Gymnasiallehrer für die Humaniora am Jesuitenkolleg Ingolstadt. 1757 wechselte er in derselben Position an das Jesuitenkolleg Landshut.
Mederer durfte 1760 das Studium der Theologie und Kirchengeschichte an der Universität Ingolstadt aufnehmen. Zugleich bekam er die Verantwortung für die Bibliothek des dortigen Jesuitenkollegs. Während des Studiums wurde Geschichte sein bevorzugter Fachbereich. 1763 erfolgte seine Priesterweihe. Nachdem er sein drittes Probejahr in Altötting absolviert hatte, folgten vier Jahre mit diversen Wechseln seiner Einsatzstellen. 1764 kam er an das Jesuitenkolleg Kaufbeuren, an dem er Grammatik in den Gymnasialklassen unterrichtete, 1765 zurück an das Kolleg in Ingolstadt, an dem er die Stellen eines Subministers, Seminarinspektors und Predigers bekleidete, 1766 an das Jesuitenkolleg Straubing, an dem er Logik lehrte, und schließlich 1767 zurück an das Jesuitenkolleg Amberg. Dort lehrte er am akademischen Lyzeum Physik.
Mederer wurde im Herbst 1768 an der Ingolstädter Universität zum Dr. phil. promoviert. In derselben Zeit erhielt er an dieser Hochschule eine ordentliche Professur für Geschichte. 1773 wurde er aufgrund der Schrift Ueber die älteste Geschichte der Stadt Eger zum Mitglied der historischen Klasse der Churbairischen Akademie der Wissenschaften ernannt. Dieses Jahr brachte für ihn viele Veränderungen. Der Jesuitenorden wurde im Sommer 1773 aufgehoben, Mederer wurde im Oktober des Jahres zum Dr. theol. promoviert und erhielt die Professur der Kirchengeschichte an der Theologischen Fakultät. Außerdem erhielt er die Aufgabe eine Chronik für die Universität zu verfassen. Die Vergabe des Projektes an ihn blieb allerdings nicht ohne Gegnerschaft.
Mederer wurde 1774 überraschend der Lehrstuhl entzogen und er wurde als Professor des Kirchenrechts und der Kirchengeschichte an das akademische Lyzeum in München versetzt. Er machte daraufhin erfolgreich geltend, dass er aufgrund fehlender Quellen in München die Chronik der Universität Ingolstadt nicht bearbeiten könne. Im Herbst 1775 wurde seinem Wunsch stattgegeben, nach Ingolstadt zurückzukehren. Dort wurde er 1776 bei der Universitätsbibliothek angestellt und 1777 wieder Seminarinspektor. 1780 erhielt er als ordentlicher Professor der Vaterlandsgeschichte, Diplomatik, und Numismatik wieder eine Anstellung als Lehrer. 1782 schlug er, obwohl seine Bezahlung als Altjesuit schlecht war, einen Ruf als ordentlicher Professor an die Universität Heidelberg aus. Seine finanzielle Lage besserte sich erst 1784, als er durch ein kurfürstliches Kabinettsdekret wieder einen ordentlichen Lehrstuhl der vaterländischen Geschichte und historischen Hilfswissenschaften erhielt, der 1785 um die Weltgeschichte erweitert wurde. Er war nun auch kurbairischer Wirklicher geistlicher Rat.
Mederer erhielt 1788 zusätzlich zu seiner akademischen Tätigkeit die Stadtpfarrei St. Moritz. Im Studienjahr 1791 wurde er an der Universität Rektor, anschließend Vizekanzler der Hochschule. Als die Universität nach Landshut verlegt wurde, entschied er sich, in der Stadtpfarrei zu bleiben. Noch vor seinem Tod schenkte er beträchtliche Summen an den Schul- und den Armenfonds.

## Werke (Auswahl)
- Idea Systematis Historiae Germanicae, Crätz, Ingolstadt 1769.
- De Garibaldo Duce Baioariae ex Agilolfingis primo dissertatio historica, Lutzenberger, Ingolstadt 1772.
- Beyträge zur Geschichte von Baiern, 4 Bände, Montag, Regensburg 1777–1780.
- Annales Ingolstadiensis Academiae, 4 Bände, Krüll, Ingolstadt 1782.
- Geschichte des uralten königlichen Maierhofes Ingoldestat, itzt der königl. baierischen Hauptstadt Ingolstadt, Attenkofer, Ingolstadt 1807.